# Szent Pál Akadémia
A Szent Pál Akadémia (röviden: SZPA, korábbi nevén: Közép-kelet-európai Bibliaiskola és Lelkészképző Intézetet) a Hit Gyülekezete teológusképző főiskolája. Az intézményt Németh Sándor és felesége, Németh S. Judit alapította 1990-ben, amely 600 hallgatójával Magyarország második legnagyobb teológiai főiskolája. Az intézményt a felsőoktatásról szóló 2005. évi CXXXIX. törvény a Magyar Köztársaság államilag elismert felsőoktatási intézményei között sorolja fel. A Szent Pál Akadémiát a Magyar Akkreditációs Bizottság 1999-ben, majd 2008-ban is kiváló minősítéssel akkreditálta.

## Képzés
A Szent Pál Akadémia hitélettel, hittudománnyal összefüggő képzést folytat. A képzés célja olyan teológusok oktatása, akik a Szentírásról és a pasztorációs munkáról elsajátított korszerű és átfogó ismereteikkel, valamint a képzés ideje alatt az egyházi életben való gyakorlati részvétellel egyházi szolgálatra készülnek fel.
A Szent Pál Akadémia célja oktatói és hallgatói életében a teljes Szentírás bölcsességének, tanításainak megismerése és megértése, és emellett a bibliai életmód és erkölcs elsajátítása, a hit törvényének gyakorlatban történő megvalósítása.
Az oktatás az 1990/91-es tanévben kezdődött teológia szakon, nappali és levelező tagozaton – eleinte még négyéves főiskolai képzés formájában. 2007-től felmenő rendszerben áttértek az egységes, osztatlan teológia mesterképzésre, amely nappali- és levelező tagozaton egyaránt ötéves. Ezzel párhuzamosan az addigi négyéves főiskolai képzést kifutó rendszerben megszüntették.
Az akadémia első húsz évében (2010 februárjáig) 469 fő szerzett teológusi diplomát. A miniszterelnök Németh S. Juditot nevezte ki 1995 augusztusától a Szent Pál Akadémia főigazgatójává, majd 2006 márciusától rektorává. A Szent Pál Akadémia külföldről is rendszeresen fogad hallgatókat. Jelenleg Szlovákiából, Csehországból, Romániából, Ukrajnából, Németországból és Kambodzsából vannak hallgatói, de az Egyesült Államoktól Kirgizisztánig több ország hallgatói részesültek már a Szent Pál Akadémia teológiai képzésében. A Hit és Erkölcs Kulturális Alapítvány () az Akadémia külföldi hallgatói részére ösztöndíjat biztosít, amelyet a határon túli magyar hallgatók mellett más külföldi hallgatók is igénybe vehetnek.

### A képzés adatai
Az osztatlan képzési szak megnevezése: teológia
Az osztatlan képzési szakon szerezhető végzettségi szint és a szakképzettség oklevélben szereplő megjelölése:
- végzettségi szint: mesterfokozat (magister, master; rövidítve: MA)
- a képzés munkarendje: nappali vagy levelező
- végzettség: okleveles teológus
- a végzettség angol nyelvű megjelölése: MA in Theology
- képzési terület: hittudomány
- a képzési idő félévekben: 10 félév
- a mesterfokozat megszerzéséhez összegyűjtendő kreditek száma: 300 kredit

A Szent Pál Akadémia hallgatói a képzés során teológiai szaknyelvi képzésben is részesülnek.

## Új Bibliafordítás
Németh Sándor, a Hit Gyülekezete vezetői, és a Szent Pál Akadémia ókori nyelveket és teológiát oktató tanárai 1995-ben kezdtek foglalkozni egy új bibliafordítás elkészítésének gondolatával, majd rövidesen hozzá is fogtak a munkához. Első célként az Újszövetség könyveinek lefordítását tűzték ki, bár azóta néhány ószövetségi könyv nyersfordítása is elkészült már. Az Új Exodus () a Biblia könyveinek elkészült új fordításait a fordítók lábjegyzeteivel, új keresztutalás-rendszerrel, valamint a fontosabb fogalmak és nevek magyarázatával kiegészítve közli minden számában, amelyek a mélyebb tanulmányozást és megértést kívánják segíteni.
A Szent Pál Akadémián folyó kutatást, többek között a Biblia mai modern nyelvre történő lefordítását a Hit és Erkölcs Kulturális Alapítvány támogatja.